# Varietat subriemanniana
En matemàtiques, una varietat subriemanniana és un cert tipus de generalització d'una varietat de Riemann. A grans trets, per mesurar distàncies en una varietat subriemanniana, només està permès moure's a través de corbes tangents als anomenats subespais horitzontals.
Les vairetats subriemannianes (i, a fortiori, també les varietats riemannianes) posseeixen una mètrica intrínseca anomenada mètrica de Carnot–Carathéodory. En aquests espais mètrics, la dimensió de Hausdorff és sempre un enter més gran que la seva dimensió topològica (a no ser que es tracti d'una varietat pròpiament riemanniana).
Les varietat subriemannianes apareixen sovint en l'estudi de sistemes constrets en mecànica clàssica, tals com el moviment de vehicles en una superfície, el moviment de braços mecàncis o la dinàmica orbital de satèl·lits. Quantitats geomètriques tals com la fase geomètrica poden ser estudiades dins del llenguatge de la geometria subriemanniana. El grup de Heisenberg, dins de la mecànica quàntica, té una estructura nataural subriemanniana.

## Definicions
(Per distribució sobre {\displaystyle M} s'entén un subfibrat del fibrat tangent de {\displaystyle M}.)
Donada una distribució {\displaystyle H(M)\subset T(M)}, un camp vectorial en {\displaystyle H(M)\subset T(M)} s'anomena horizontal. Una corba {\displaystyle \gamma } sobre {\displaystyle M} rep el nom d'horizontal si {\displaystyle {\dot {\gamma }}(t)\in H_{\gamma (t)}(M)} per a tot {\displaystyle t}.
Una distribució sobre {\displaystyle H(M)} rep el nom de completament no-integrable si per a tot {\displaystyle x\in M} es compleix que tot vector tangent es pot representar com una combinació lineal de vectors del tipus {\displaystyle A(x),\ [A,B](x),\ [A,[B,C]](x),\ [A,[B,[C,D]]](x),\dots \in T_{x}(M)} on tots els camps vectorials {\displaystyle A,B,C,D,\dots } són horitzontals.
Una varietat subriemanniana és una terna {\displaystyle (M,H,g)}, on {\displaystyle M} és una varietat diferenciable, {\displaystyle H} és una distribució "horitzontal" completament no-integrable i {\displaystyle g} una secció suau de formes quadràtiques definides positives.
Tota varietat subriemanniana posseeix la mètrica intrínseca, anomenada la mètrica de Carnot–Carathéodory, definida com
{\displaystyle d(x,y)=\inf \int _{0}^{1}{\sqrt {g({\dot {\gamma }}(t),{\dot {\gamma }}(t))}}dt,}
on l'ínfim es pren al llarg de totes les corbes horitzontals {\displaystyle \gamma :[0,1]\to M}
tals que {\displaystyle \gamma (0)=x}, {\displaystyle \gamma (1)=y}.

## Exemples
La posició d'un cotxe en el pla està determinada per tres paràmetres: dues coordenades {\displaystyle x} i {\displaystyle y} per a la seva localització i un angle {\displaystyle \alpha } que descriu l'orientació del cotxe.
D'aquesta manera, la posició del cotxer pot ser descrita per un punt en una varietat
{\displaystyle \mathbb {R} ^{2}\times S^{1}.}
Hom es pot preguntar quina és la distància mínima per arribar d'una posició a una altra. Això defineix una mètrica de Carnot–Carathéodory en la varietat
{\displaystyle \mathbb {R} ^{2}\times S^{1}.}
Un exemple similar relacionat d'una mètrica subriemanniana pot ser construït en un grup de Heisenberg: es prenen dos elements {\displaystyle \alpha } i {\displaystyle \beta } en la corresponent àlgebra de Lie tals que
{\displaystyle \{\alpha ,\beta ,[\alpha ,\beta ]\}}
generin tota l'àlgebra. La distribució horitzontal {\displaystyle H} generada per desplaçament per l'esquerra de {\displaystyle \alpha } i {\displaystyle \beta } és completament no integrable. En escollir qualsevol forma quadràtica positiva llisa en {\displaystyle H} s'obté una mètrica subriemanniana en el grup.

## Propietats
Per tota varietat subriemanniana, existeix un hamiltonià, anomenat el hamiltonià subriemannià, construït a partir de la mètrica de la varietat. A la inversa, tot hamiltònià quadràtic tal indueix una varietat subriemanniana.
Les solucions de les equacions de Hamilton-Jacobi corresponents al hamiltonià subriemannià s'anomenen geodèsiques, i generalitzen les geodèsiques riemannianes.